# Charles-Ferdinand Nothomb
Charles-Ferdinand N.M.P. Nothomb (ur. 3 maja 1936 w Brukseli, zm. 19 kwietnia 2023) – belgijski francuskojęzyczny polityk, wieloletni parlamentarzysta, minister, przewodniczący Izby Reprezentantów i walońskich chadeków.

## Życiorys
Pochodził ze znanego belgijskiego rodu, nosił tytuł barona. Był stryjem Amélie Nothomb. Ukończył prawo i ekonomię na Katolickim Uniwersytecie w Lowanium. Był m.in. urzędnikiem ministerstwa gospodarki, wykładowcą akademickim i doradcą ekonomicznym w ONZ. Od 1968 do 2000 na różnych uczelniach i w instytutach naukowych zajmował stanowisko profesora.
Działał w ramach walońskiej Partii Społeczno-Chrześcijańskiej (PSC), w 2002 przekształconej w Centrum Demokratyczno-Humanistyczne (cdH). Od 1968 do 1995 sprawował mandat posła do federalnej Izby Reprezentantów. Stał na jej czele w latach 1979–1980 oraz 1988–1995. Przez następne cztery lata zasiadał w belgijskim Senacie.
Od 1972 do 1979 (z przerwą w latach 1996–1977) i w okresie 1996–1998 pełnił funkcję przewodniczącego Partii Społeczno-Chrześcijańskiej. Był członkiem Zgromadzenia Parlamentarnego Rady Europy, a od lipca 1979 do maja 1980 zasiadał w Parlamencie Europejskim I kadencji.
W latach 80. sprawował urzędy ministra spraw zagranicznych (od maja 1980 do grudnia 1981) oraz wicepremiera i ministra spraw wewnętrznych i służb publicznych (od grudnia 1981 do października 1986). W 1995 otrzymał honorowy tytuł ministra stanu. Od 2002 był wiceprzewodniczącym Ruchu Europejskiego.